# 毕习习案
毕习习案是指中国女留学生毕习习遭英国男友马修斯殴打致死一案。

## 当事人

### 死者
毕习习，据称是润恒集团前董事长毕国祥之女。1992年生于中国南京，15岁前往英国留学，2012年进入加的夫城市大学学习管理专业。毕习习熟悉多国语言，包括英语、法语和西班牙语。2015年4月，她和马修斯相恋并同居。2016年8月，毕习习遭到男友乔丹·马修斯的殴打，下颌骨和多条肋骨骨折，身体有大片瘀青，送医不治身亡。

### 凶手
乔丹·马修斯（Jordan Matthews），死者毕习习生前的男友，空手道黑带，教育程度低，在认识死者之前在酒吧当酒保。2015年4月，他和毕习习相恋并很快开始同居。同居后，马修斯接受了毕习习的经济资助，比如支付高额房租，购买昂贵的食品和奢侈品衣物等。但马修斯并不喜欢毕习习，称其为一文不值，并且长期殴打虐待毕习习。

## 案件经过
2016年8月19日，毕习习去伦敦看了朋友，她的朋友当时发现毕习习脸上有很多淤青。当天晚上，其男友马修斯把毕习习从加帝夫火车站接回家中，然后开始抱怨她不关心自己。接着两人开始吵架，最后马修斯开始殴打毕习习。事后，马修斯拨打了999报警电话，并且告知警察：“昨晚我打了我女友几次，然后她睡着了，我感觉她现在呼吸困难，而且我现在很担心她！请帮帮我！”警察随即赶到，但毕习习送医后因心搏停止而死亡。

## 审判
经过法医鉴定，毕习习身上41处受伤，包括下颌骨和多条肋骨骨折，身体大片瘀青。案发后，马修斯被指控犯有谋杀罪。但是凶手马修斯不承认，认为自己只是过失杀人。马修斯称自己是空手道黑带，但认为自己的殴打不至于造成这么严重的伤势。马修斯为自己辩解，并向陪审团强调，案发前他计划与毕习习结婚，自己殴打毕习习是因为怀疑毕习习对自己不忠。他认为毕习习曾用约会软件Tinder收到了一个名叫“本”的男子发来的信息。但公诉人和律师都认为，毕习习根本就没有安装Tinder软件，也没有叫“本”的朋友。这些只是马修斯编造的谎言。
据BBC报道，马修斯承认，自己长期大量吸食大麻，并且控制欲强烈，哪怕毕习习只是回中国探望家人，他也会感到“没有安全感”。马修斯称“很想念她，他爱她，但他承认他对待她的方式十分暴力。”法官达维斯认为：“死者为马修斯提供房子，买衣服，买车，但凶手却一再撒谎，试图为自己开脱。”法官认为被告马修斯的忏悔是“不真诚的”。
2017年2月17日，凶手马修斯在威尔士首府卡迪夫被判谋杀罪成立。被判终身监禁，至少服刑18年。

## 相关评论
据英国内政部2014年的工作报告显示，2012－2013年度英国有76位女性死于伴侣之手，而在美国也有三成多的成年女性曾经或正在遭受家庭暴力。